# Christian Bauer (Filmproduzent)
Christian Bauer (* 9. September 1947; † 27. Juli 2009 in München) war ein deutscher Dokumentarfilmer und Filmproduzent.
Nach einem Studium an der Ludwig-Maximilians-Universität München unterrichtete Bauer mehrere Jahre Deutsch und Englisch an einem Gymnasium; anschließend war er als Journalist tätig, unter anderem schrieb er Filmkritiken für die Süddeutsche Zeitung.
1980 gründete er mit Jörg Bundschuh die Filmproduktionsfirma „Kick Film“ in München und nach dem Ausscheiden aus dieser Firma 1989 die „Tangram Christian Bauer Filmproduktion“.
Bauer führte bei rund sechzig Dokumentarfilmen Regie und erhielt 1993 für den Film Unter deutschen Dächern: Der Ami geht heim zusammen mit Jörg Hube den Adolf-Grimme-Preis mit Bronze. Sein Film „Missing Allen“ (2001) wurde mehrfach als Bester Dokumentarfilm ausgezeichnet und sein 2004 produzierter Dokumentarfilm „Die Ritchie Boys“ war 2005 für den Oscar shortlist.